# Pigadoúlia
Pigadoúlia är en ort i Grekland.   Den ligger i prefekturen Thesprotia och regionen Epirus, i den västra delen av landet, 300 km nordväst om huvudstaden Aten. Pigadoúlia ligger 112 meter över havet och antalet invånare är 145.
Terrängen runt Pigadoúlia är kuperad.Runt Pigadoúlia är det glesbefolkat, med 12 invånare per kvadratkilometer. Närmaste större samhälle är Igoumenitsa, 10,6 km sydväst om Pigadoúlia. Omgivningarna runt Pigadoúlia är en mosaik av jordbruksmark och naturlig växtlighet.